# Villa Laiblin

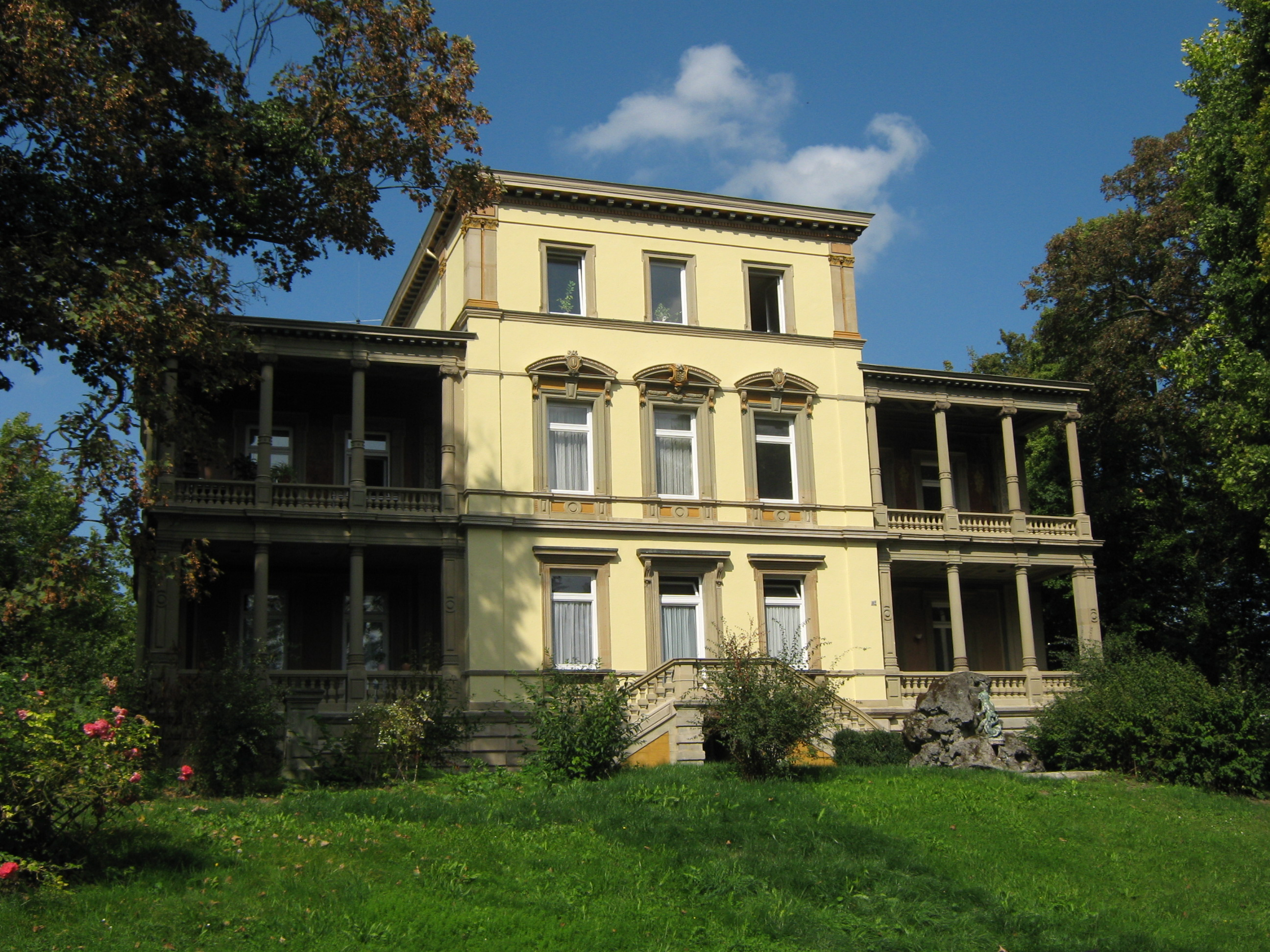
Die Villa Laiblin in Pfullingen

Die Villa Laiblin in Pfullingen im Landkreis Reutlingen in Baden-Württemberg war im 19. und 20. Jahrhundert Wohnsitz der Pfullinger Papierfabrikanten-Familie Laiblin und deren bekanntesten Vertreters Louis Laiblin. Sie wurde 1872 nach Plänen des Reutlinger Architekten Hermann Zwißler errichtet.
Ernst Louis Laiblin d. Ä. (1779–1837) hatte 1801 die Papiermühle seines Großvaters Philipp Franz Löhlin an der Echaz gekauft und zu einer Papierfabrik ausgebaut. Seine Söhne Ernst Louis Laiblin d. J. (1817–1892) und Karl Adolf Laiblin (1819–1884) ließen 1872 gegenüber der Fabrik auf einem Hügel die Villa als Wohnsitz für ihre Familien errichten. Nach dem Tod von Louis Laiblin 1927 ging die Villa an die Stadt Pfullingen über.
Die Villa Laiblin ist ein zweigeschossiger Bau mit dreigeschossigem Mittelpavillon und Walm- und Satteldächern. Stilistisch orientiert sich das Bauwerk an der italienischen Spätrenaissance und weist auch Elemente des Jugendstils auf. Der Haupteingang liegt auf der rückwärtigen Nordwestseite des Gebäudes. Auf der Südostseite zur Straße hin befinden sich rechts und links des Mittelpavillons je zwei Loggien und in der Mitte eine Freitreppe in den Garten hinab. Im Inneren des Gebäudes liegt mittig das Treppenhaus. In den beiden Geschossen befand sich früher je eine Wohnung; unter dem Dach die Räume für die Dienerschaft.
Heute ist in der Villa Laiblin neben einer Arztpraxis und den Geschäftsstellen des Chorverbands Ludwig Uhland und des Blasmusikverbands Neckar-Alb auch eine Dauerausstellung über das Leben und Wirken der Familie Laiblin untergebracht. Im früheren Park der Villa liegt ein Altenheim.
Die Villa steht unter Denkmalschutz.